# Silvia Sardone
Silvia Serafina Sardone (ur. 25 grudnia 1982 w Mediolanie) – włoska polityk, prawniczka i działaczka samorządowa, posłanka do Parlamentu Europejskiego IX i X kadencji.

## Życiorys
Ukończyła studia prawnicze na Uniwersytecie Bocconiego. Podjęła praktykę prawniczą w mediolańskiej kancelarii specjalizującej się w prawie pracy. Uzyskała stypendium doktoranckie na Università degli Studi di Modena e Reggio Emilia, doktoryzowała się w 2011.
Zaangażowała się w działalność polityczną w ramach ugrupowania Forza Italia (następnie w wyniku przekształceń działaczka PdL i reaktywowanej partii FI). Od 2006 była radną mediolańskiej dzielnicy „municipio 2”. W 2016 została wybrana do rady miejskiej Mediolanu, a w 2018 do rady regionalnej Lombardi. Również w 2018 zrezygnowała z członkostwa w Forza Italia. Dołączyła później do Ligi Północnej, w 2019 z jej ramienia uzyskała mandat eurodeputowanej IX kadencji. Z powodzeniem ubiegała się o poselską reelekcję w 2024.